# Haselnussbohrer
Der Haselnussbohrer (Curculio nucum) ist ein Käfer aus der Familie der Rüsselkäfer (Curculionidae).

## Merkmale

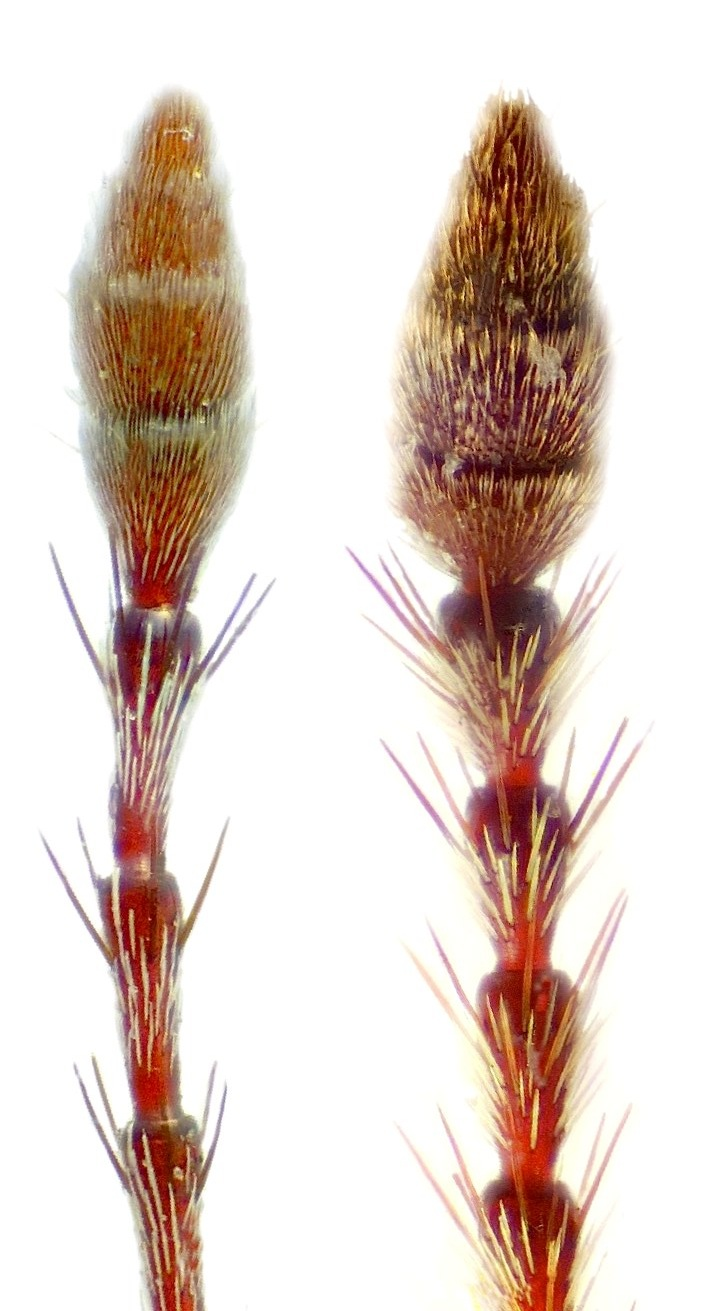
Vergleich der Fühler von Curculio glandium (links) und Curculio nucum (rechts)

Die Käfer haben eine Körperlänge von 6 bis 8,5 Millimetern. Ihr Körper ist schwarz, weiß- und graubraun beschuppt, wobei die weißlichen Schuppen größer sind als die übrigen und Flecken bilden. Die Flügeldeckennaht ist mit längeren, abstehenden Haaren versehen, die einen charakteristischen Kamm bilden. Das Schildchen (Scutellum) ist gleich breit wie lang und weiß beschuppt. Seitlich hat es einen kahlen Saum. Die Fühler und Beine sind rotbraun, letztere sind dicht weißlich behaart. Der Fühleransatz befindet sich in der Rüsselmitte. Die Geißelglieder sind länger abstehend behaart. Die Schenkel (Femora) der Vorderbeine haben einen gut erkennbaren Zahn. Der Rüssel ist bei den Männchen kürzer, bei den Weibchen länger als der Körper.
Die Art kann vor allem mit dem Eichelbohrer (Curculio glandium) verwechselt werden, dessen Flügeldeckennaht jedoch keinen Kamm besitzt. Die Geißelglieder der Fühler sind bei C. glandium langgestreckter und nur locker, fein anliegend behaart. Die ebenfalls ähnlichen Arten Curculio venosus und Curculio pellitus unterscheiden sich durch ihr langgestrecktes Schildchen sowohl vom Haselnuss- als auch vom Eichelbohrer.

## Vorkommen und Lebensraum

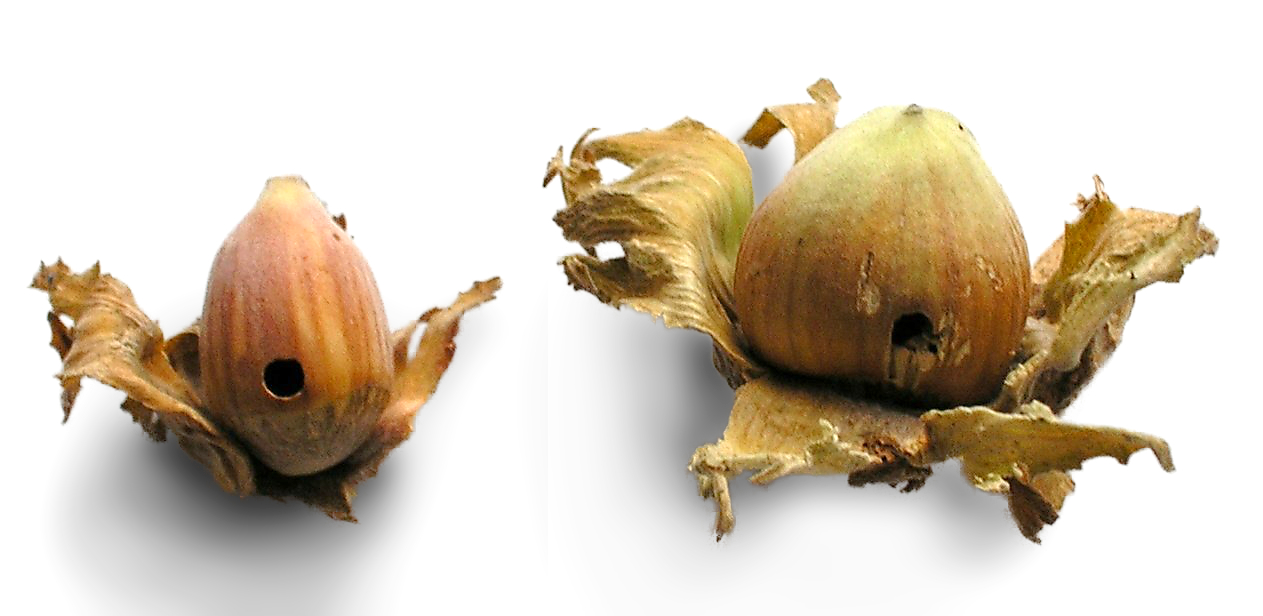
Löcher in Haselnüssen, von den ausgewachsenen Larven gebohrt

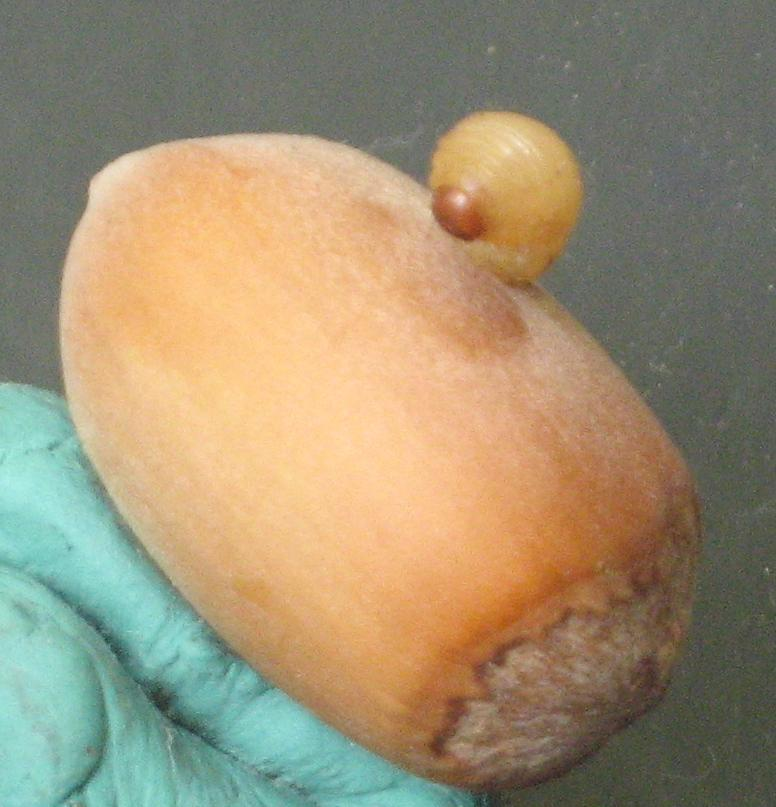
Haselnuss mit Haselnussbohrerlarve

Die Art ist von Europa über den Kaukasus bis nach Vorderasien und Syrien sowie in Nordafrika verbreitet. Sie fehlt im Norden von Fennoskandinavien; in England und Schottland tritt sie nur lokal auf. Die Art ist in Mitteleuropa häufig und tritt von Flachland bis ins Gebirge auf.

## Lebensweise

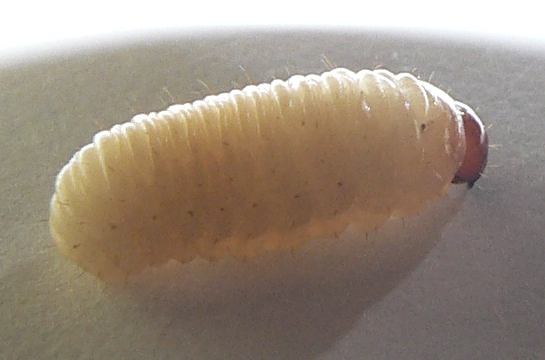
Larve des Haselnussbohrers

Die Imagines ernähren sich im frühen Frühjahr von jungen Früchten von Kirschen, Birnen und ähnlichen Pflanzen und fressen erst später an Haseln. Dort fressen sie Blätter und bohren junge Nüsse an. Die Weibchen legen ihre Eier in den Nüssen ab, die dafür aufgebissen werden. Meistens wird nur ein Ei pro Nuss abgelegt, selten sind es auch mehrere. Die Larven ernähren sich etwa vier Wochen lang vom Inneren der Nuss, die durch den Befall von der Pflanze abfällt. Die ausgewachsenen Larven verlassen die Nuss, um im Boden zu überwintern, und verpuppen sich dort erst im Frühjahr. Mitunter verbringen sie bis zu drei Jahre im Puppenstadium, bevor die Imagines der neuen Generation im Sommer schlüpfen und später überwintern.

## Vorbeugung und Bekämpfung
Da sich die Haselnussbohrer nicht nur auf den Haselnussbaum beschränken, sondern sich bei starkem Befall an den Früchten und Blättern anderer Bäume, vor allem an Obstbäumen, zu schaffen machen, können sie bei bewirtschafteten Plantagen zur Plage werden und werden daher als Schädlinge bekämpft. Für den erwerbsmäßigen Anbau gibt es spezielle Insektizide, die jedoch für den Hausgarten nicht zugelassenen sind. Folgende Maßnahmen haben sich, vorbeugend oder als Bekämpfungsmaßnahmen, bewährt:
- Schon bei der Pflanzung sollten frühreifende Sorten bevorzugt werden, weil diese weniger anfällig sind.
- Den Haselnussbaum als Einzeltrieb-Hochstamm ziehen. So ergibt sich die Möglichkeit, am Stamm einen Leimring zur biologischen Schädlingsbekämpfung anzubringen.
- Regelmäßiges Abschütteln und Einsammeln der Käfer von Hand.
- Kalkstickstoffdünger auf Calciumcyanamidbasis, der im Frühling gegen überwinterte Larven eingesetzt wurde, ist mittlerweile – auch in der Landwirtschaft – EU-weit nicht mehr als Pflanzenschutzmittel zugelassen.[3]
- Die Nüsse im Mai und Juni regelmäßig auf Bohrlöcher kontrollieren und befallene Nüsse umgehend entfernen.[4]
- Vom Juli bis September ist der Einsatz von parasitären Nematoden möglich, die die Larven im Boden töten und zu den biologischen Pflanzenschutzmaßnahmen gezählt werden.[4]
- Man kann auch Hühner als Bekämpfungsmittel nutzen, die Larven und Käfer fressen.[5]

## Gefährdung
Die Art gilt in Deutschland als ungefährdet.

## Belege